# Monocentrus opacus
Monocentrus opacus är en insektsart som beskrevs av Schmidt. Monocentrus opacus ingår i släktet Monocentrus och familjen hornstritar. Inga underarter finns listade i Catalogue of Life.